# TEMPURA KIDZ
TEMPURA KIDZ（テンプラキッズ）は、アソビシステムから結成された日本の原宿系ダンス＆ボーカルパフォーマンスユニット。アジアを中心に世界13か国17都市で活動した。2016年までSMEレコーズ（ソニー・ミュージックレーベルズ）から楽曲をリリースしていた。

## 概要

### 結成のいきさつ
初期メンバーの KARIN、YU-KA、AO、P→★、NaNaHo の5人が深く知り合うことになったのは、みな有名プロダンサーである MAIKO のレッスンを受けていたことと、その MAIKO がきゃりーぱみゅぱみゅの振付を依頼されたことが重なり、2011年10月頃からきゃりーぱみゅぱみゅのバックダンサーを意味する「きゃりーキッズ」として約1年間ライブやフェスに出演することになったからである。
また、同時期のきゃりーキッズのうち YU-KA、AO、P→★、amane の4人が「べじっ子ダンサーズ」として出演した「ベジタリズム」のミュージックビデオが Warner Music Japan の公式 YouTube チャンネルから公開された2012年4月28日以降、特に海外からのコメントが大量に寄せられ、最終的に再生回数が500万回を超えるほど大きな反響となっており、当初より海外進出を目指していた TEMPURA KIDZ 結成についての因果関係が全くないとは言い切れない出来事として記録されている。
そして所属事務所であるアソビシステムから2013年のメジャーデビューに向けて新しいダンス＆ボーカルパフォーマンスユニットである「TEMPURA KIDZ」を結成することが決まり、2012年10月2日からテレビ東京系列で放送開始されたアニメ｢超速変形ジャイロゼッター｣のエンディングテーマ「ストロボ」（nishi-ken プロデュース）について「曲名・アーティスト名・作編者・レーベル」以外に関する情報を一切公表しないままタイアップさせ、きゃりーぱみゅぱみゅの日本武道館初公演（2012年11月6日開催）に続く「Happy Music Live 2012」（同年11月11日開催）をもって同ユニットの初期メンバー5人はきゃりーキッズを卒業することになった。
するとすぐさま翌年のメジャーデビューに向けた活動が本格化し、そのわずか3日後の14日にプレオープンされた公式サイトから TEMPURA KIDZ 公式 YouTube チャンネル経由で、RAM RIDER プロデュースによる「CIDER CIDER」のミュージックビデオが公開されると、再生回数はわずか2週間で3万5千回を突破し、国内はもとより海外からも数多くのコメントが寄せられ、ここで先ほどのアニメのエンディングテーマを歌うアーティストの正体が種明かしされたのである。
（この続きは来歴を参照すること。）

### メンバーの卒業
2018年3月25日のワンマン公演をもって NaNaHo が俳優業への転身を理由に卒業し、現在は吉田ななほとして活動している。
そして2020年頃から何度もメンバー全員で今後についての話し合いを重ね、2021年3月28日のワンマン公演をもって YU-KA、AO、P→★の3人が卒業した。
YU-KA と P→★はそれぞれ独自のアーティスト活動を続け、AO は関口蒼として俳優活動を始めた。

## メンバー
KARIN (かりん、1998年9月2日生まれ)
小学2年生のとき友達が通っているダンス教室の見学に誘われたのがきっかけで、小学3年生からダンスを始めたといい、公式ブログによると、2018年2月に同教室の講師を務めたという。
旧メンバーからは「ムードメーカーで甘えん坊」と紹介されている。
結成当初は歌うことを避け、ダンスだけに専念していたが、2018年以降はラッパー、ボーカリストとしてもステージに立ち、ときにはボイスパーカッションを披露することがある。
個人の活動としては新宿二丁目発のアイドルユニットGAYSHA GALsの振付をプロデュースしている。

### 旧メンバー
YU-KA (ゆうか、1998年11月14日生まれ)
小学2年生のときヒップホップダンスのかっこよさを目の当たりにしたことがきっかけでバレエから乗り換えた。
2014年にリップシンクを辞めてからはダンス＆ボーカリストとしてステージに立ち、結成当初から卒業するまでのあいだリーダーを務めた。
2020年頃から何度もメンバー全員で今後についての話し合いを重ね、2021年3月28日のワンマン公演をもって卒業した。
AO (あお、1999年1月21日生まれ)
父親が流していたビヨンセのDVDを観たことがきっかけで小学2年生からダンスを始めた。
2014年にリップシンクを辞めてからはダンス＆ボーカリストとしてステージに立った。
2015年に開催したワンマン公演「THE SHOWTIME」ではYU-KAとNaNaHoが歌うデビュー・シングル「ONE STEP」に合わせてピアノで伴奏したり、2014年にリリースした「ミイラキラー」のMVでは特技の一輪車を披露したこともある。
2020年頃から何度もメンバー全員で今後についての話し合いを重ね、2021年3月28日のワンマン公演をもって卒業した。
P→★ (ぴー、1999年8月30日生まれ)
オカザイルのDVDを観たことがきっかけで小学4年生からダンスを始めた。
結成当初は歌うことを避け、ダンスだけに専念していたが、2018年以降はラップやコールアンドレスポンス、ボーカルのためにマイクを握るようになった。
DJとしての才能を開花させ、自らダンスナンバーの楽曲制作を手がけることもあった。
2020年頃から何度もメンバー全員で今後についての話し合いを重ね、2021年3月28日のワンマン公演をもって卒業した。
NaNaHo (ななほ、1998年5月25日生まれ)
母親がダンスの先生だったため、気づいたら4歳から踊っていたが、ダンススタジオで母親のレッスンを受けたことは一度もないという。
2014年にリップシンクを辞めてからはダンス＆ボーカリストとしてステージに立ち、ライブのMCも務めた。
俳優業を中心として活動するため、2018年3月25日のワンマン公演をもってグループ結成後、最初に卒業したメンバーである。

## 特徴

### アーティスト名
海外でも活躍できるよう、天ぷらという日本ぽい名前にしたかったことに由来する。
「TEMPURA」という名前にちなんで公式プロフィール動画等で好きな天ぷらを述べているが、必ずしもメンバー全員が天ぷらが大好物という訳ではない。

### ダンス
コミカルでシュールな動きと、キレのある本格的なダンスが特色であり、顔の表情も踊らせる「顔（がん）ダンス」と呼ばれる独自のダンス表現は同アーティストにとって比類なきものになった。具体的にはCharisma.comとのコラボ曲「ミイラキラー」のMVで見られる「速いまばたき」はKARINの特技であり、2015年にリリースした「LOLLiPOP」のMVで見られる「白目を剝きながらまばたきと舌の出し入れ」をする高速顔ダンスはP→★の特技だった。
子供たちや中高生向けのダンスワークショップ（TEMPURA KIDZのわくわくワークショップ）を定期的に開催したこともある。

### 振付
2014年にリリースした「ミイラキラー」までの振付は、東京★キッズの元メンバーでありきゃりーぱみゅぱみゅの振付師でもあるMAIKOが監修していたが 、その後はメンバー自身が得意なジャンルを活かすように制作するようになった。
各MVで見られるような楽曲コンセプトに合わせた振付は、ライブ公演を重ねるごとにアレンジされることがある。
2013年からは他のアーティストへの振付の提供も行っている。

### ボーカル
活動初期のステージ上でのパフォーマンスはダンスのみで、歌は全員がリップシンクだったが、2014年以降はYU-KA、AO、NaNaHoの3人がマイクを持ち、交互に歌ったり観客に声をかけたりして、KARINとP→★が得意のダンスを見せるパフォーマンススタイルとなり、2018年にNaNaHoが卒業することが決まってからは、メンバー全員がマイクを持って歌い踊るようになった。
なお、活動初期のMCは、事前録音されたメンバー自身の音声とのリップシンク、または「天天様」という天の声との掛け合いで行われていた。

### 楽曲
同じアソビシステム所属のRAM RIDERがたびたび親身になって楽曲を提供したりメンバーを自身のラジオゲストに招いたりしており、プレデビュー曲の「CIDER CIDER」はRAM RIDERの知名度を上げた作品でもある。
Charisma.comは同アーティストに対してかなり高い関心があり、楽曲の提供に限らずライブやMVなどでコラボするほど親しい存在である。

### 衣装・ビジュアルコンセプト
2012年にYouTubeから公開された「CIDER CIDER」に代表されるようなカラフルで被り物を前提としているような派手なステージ衣装はスタイリストのMASATO (masato@fantastic) が手がけていることが多く、着用したメンバーの発言によれば大きめなフォルムに反して身軽に作られているという。
なお、デビュー当時の象徴だったおかっぱのウィッグは、2015年にリリースした「LOLLiPOP」を期に、新しいビジュアルコンセプトとして着用することはなくなったが、そもそもこの頃のKARINは地毛のヘアスタイルがおかっぱだった。
2019年には「UKIYO」のリリースを期に、ビジュアル監修に増田セバスチャンを向かい入れ、毎週水曜日にカフェレストラン「KAWAII MONSTER CAFE HARAJUKU」にて国内外の観光客に向けたイベント「TOKYO POP CULTURE NIGHT ～HARAJUKU CELEBRATION～」を開催することや、ここで同アーティストが新パフォーマンス「ハラジュクセレブレーション」を披露することも発表した。

### 海外活動
海外で活躍したいというメンバーの願いで、2014年8月にタイ王国・バンコクで開催された「TOFU MUSIC FES 2014」を皮切りにアジアおよびヨーロッパ各国のイベントに出演している。詳しくは「TEMPURA KIDZ#日本以外の世界」を参照。

### ファッション
KARINとP→★の共同企画による派手な服を着こなす「双子コーデ」は、PopteenやHRなどのティーンエージャー向けファッション雑誌に掲載されることもあれば、自身のSNSからファンに向けて写真をアップロードすることもある。

## 来歴

### 2012年
所属事務所のアソビシステムは12月1日に、テレビ東京系列アニメ｢超速変形ジャイロゼッター｣のエンディングテーマとしてオンエア中の「ストロボ」を着うた®限定で12月19日に配信リリースすることを発表した。これにより TEMPURA KIDZ は SME レコーズからメジャーデビューすることが決まった。なお、この発表日はアソビシステムが企画する計2日間のイベント「HARAJUKU KAWAii!! FES 2012 in HIROSHIMA」の1日目が開催されたが、両日とも TEMPURA KIDZ のメンバー5人がライブステージのオープニングアクトとして出演し、これが TEMPURA KIDZ にとって結成後初のライブになった。

### 2013年
2月5日にアニメ｢超速変形ジャイロゼッター｣の新エンディングテーマ「ONE STEP」をタイアップ開始して、いよいよ本格的なメジャーデビューが近づいた。8日からは TEMPURA KIDZ の公式 YouTube にて、様々なロケーションで「CIDER CIDER」を踊る「いろんなところで踊ってみた」シリーズも始まり、6月までに計15本の動画が投稿された。そして、2月21日にメジャーデビュー1stシングル「ONE STEP」のミュージック・ビデオが SonyMusic の公式 YouTube にて一般公開され、「別れや旅立ちの先に広がる未来への階段（ステップ）」をテーマにした同曲のプロモーションが始まった。3月6日、ついに「ONE STEP」がリリースされるとライブ活動も始まり、愛知や福岡でもパフォーマンスを披露した。さらに「スッキリ」（4月1日放送）や「ミュージックドラゴン」（4月5日放送）など日本テレビ系列のテレビ番組にもスポット出演した。
6月18日にミュージック・ビデオが SonyMusic の公式 YouTube にて一般公開された2ndシングル「はっぴぃ夏祭り」が7月10日にリリースされるのに伴い、「はっぴぃ夏祭り」イベントツアーが七夕の日から開催された。6月23日からは BSフジの子ども向け番組「beポンキッキーズ」のレギュラー出演者にもなった。8月2日には RAM RIDER のゲスト出演で野外ロックフェス「ROCK IN JAPAN FESTIVAL」にも初出演した。
夏の「はっぴぃ夏祭り」イベントツアーが終わり、10月14日に東京・原宿アストロホールにてキャリア初となるワンマンライブ「TEMPURA KIDZ のワンマンライブ～反抗期じゃないし。～」を開催。なおチケットは発売直後に完売した。さらに同公演にて未発表曲「たべちゃいたいの」が、ソニー・ピクチャーズ・アニメーションが製作する3Dアニメ映画「くもりときどきミートボール2 フード・アニマル誕生の秘密」の日本版主題歌に決定したことが発表され、10月25日には同作品においてメンバー全員が「ヌマシュマロ」の声をアフレコしたことを報告した。また同曲は配信限定シングルとして11月13日にリリースされた。2013年を締めくくる大みそかには年越しロックフェス「COUNTDOWN JAPAN」にも初出演した。

### 2014年
3月中旬にカバーミニアルバム「みんなのだんすうた」をリリースし、ミニライブと握手会で構成されるリリースイベントを行いながら、東京、名古屋、大阪を巡るワンマンライブツアー「東名阪！ワンマンライブツアー～おままごとじゃないし。～」を開催した。4月から5月にかけては所属事務所などに関連するイベントがありつつ、6月から7月にかけて Charisma.com とコラボする機会が増えて、その後「ミイラキラー」がリリースされた。7月には TEMPURA KIDZ として初の試みであるダンスワークショップを開催したり、海の日のイベントでは P→★が DJ としてデビューを果たした。8月上旬には「高知よさこい祭り」に初出場して「ダイヤモンドダイニングよさこいチーム」の一員として「審査員特別賞」を受賞する結果を残した。さらに8月下旬には初の海外公演となるタイでの「TOFU MUSIC FES 2014」と「JAPAN EXPO THAILAND 2014」に出演し、9月中旬には政府開発援助（ODA）の番組収録のためフィリピンを訪れ、ごみ問題を抱えた町で暮らす子供たちと一緒にダンスの楽しさを共有した。10月から12月にかけては東京女子流、三戸なつめ、シクラメン、水曜日のカンパネラといった今までにない面々との共演もあるが、12月初旬にミャンマーで開催された「ジャパン・ミャンマー・プエドー」や大みそかにキャパシティが5万5000人という世界最大級のフィリピン・アリーナで開催されたカウントダウンイベント「2015 PHILIPPINE COUNTDOWN NEW YEAR’S EVE CONCERT」への出演は、今後も海外展開を続けていくという意味で、2014年の TEMPURA KIDZ を最も象徴するイベントとなった。

### 2015年
- 新日本プロレス所属レスラー中邑真輔との「ミイラキラー」MV共演[149][150]、ベネッセコーポレーションの幼児向け英語教材の無料プレゼントサイトへのRAM RIDERアレンジによる英語童謡のダンス動画の振付・出演、キリンビバレッジメッツのCM出演[151]、Angry Birds新作「Angry Birds Fight!」のキャンペーンに登場[152]、クリアストーンのブランドELECTRIC EXの新商品「ヒカリアソビパニエ」におけるコラボ[153]、明治エッセルスーパーカップCM振付・出演[154]など、多面的なコラボを展開した。
- タイ（バンコク、チェンマイ、シラチャ）、台湾、シンガポール、フランスと海外のイベントへの出演も精力的にこなした。
- 5月「スキスキ！TEMPURA KIDZ」が配信限定で発売された。
- 8月5日、3枚目のシングルCD「LOLLiPOP」発売。
- 9月16日に初のフルアルバム「てんこもり」を発売。発売日には天丼てんや原宿店の一日店長を務めた。同店ではメンバー4名の好物の天ぷら（えび・いか・さつまいも・かぼちゃ）を載せた小天丼にかりんと饅頭（YU-KAが好きなおまんじゅうの天ぷらにちなむ）をセットにした「てんこもり丼セット」を期間限定で販売した[155]。
- 9月21日に1年半ぶりのワンマン公演「THE SHOWTIME」を開催。新作ナンバーを織り込んだ得意のダンスに加えてアコースティックギター・ハープ・ビートボックスとのセッションやAO・NaNaHo・YU-KAによるピアノ・ボーカルセッションを披露するなど多面的な可能性をファンに示した[156]。ピアノ演奏指導と編曲は同じ事務所の近藤夏子によるとMCで明かされた。
- 10月3日 - 10月4日にフランス・パリ・ル・トリアノンで行われた「MOSHI MOSHI NIPPON FESTIVAL 2015 in PARIS」に出演し、ヨーロッパでの初舞台を踏んだ。
- 12月9日、米ケーブルテレビTravel Channelで放映されたジョセフ・シモンズ（Run-D.M.C.）主演の旅行ドキュメント番組「Rev Runs Around the World」Season 1 Episode 03 (東京編)に出演。
- 12月4日 - 12月31日、インテルとの協賛によるネット上の公募イベント「インテル 2-in-12人は最高ダンスコンテスト」の公式キャラクターと模範演技を務めた[157]。

### 2016年
- タイ、ミャンマー、ベトナム（ホー・チ・ミン、ビエンホア）と海外のイベントに出演した[158][159][160][161]。
- 1月9日に東京・渋谷clubasiaで開催されたnishi-kenとShinnosuke共催イベント「MAGNET nishi-ken x Shinnosuke」に出演し、「ONE STEP」など同グループの楽曲をプロデュースしたnishi-kenとの初共演を実現した。
- 7月3日からキッズステーション他テレビ局各局で放映開始された「こびとづかん」のスピンオフアニメ「ちょびっとづかん」の主題歌「I Like It」の歌唱を担当し番組エンディングで同グループによる歌唱・ダンス映像も流れた[162]。「I Like It」はイギリスのレーベルPC MUSIC主宰のA.G. CookおよびeasyFunがプロデュースした楽曲にRAM RIDERが作詞を担当した[163][164]。
- 9月16日「ららぽーと・ラゾーナ ハロウィン」のキャンペーンソングとしてRAM RIDER作詞/作曲/編曲による新曲「ドリーミー・ワンダー」を発表。同曲の振付はTEMPURA KIDZ自ら制作。また、このイベントの一環として、同日から10月31日にかけて開催されたネット上の公募イベント「KAWAii!! DANCEコンテスト」の課題のオリジナルダンス「KAWAii DANCE」として「ドリーミー・ワンダー」のサビ部分に難易度の異なる振付2種類を制作した。[165]
- 11月20日東京・SOUND MUSEUM VISIONにおいてワンマン公演「TEMPURA KIDZ コンセプト ワンマンライブ PiECE OF CAKE 〜THE CLUB EDITION〜」を開催[166] 。同公演と同日同会場で開催されたRAM RIDERのワンマンライブ「AUDIO GALAXY presents RAM RIDER LIVE 2016」の両方とも来場した観客への特典として「ドリーミー・ワンダー -RAM RIDER REMIX-」を収録した限定CDがプレゼントされた[167]。
- 12月30日NHK-FM放送の番組「NEXT BREAK! GIRLS ONLY」にて、全国ネットのラジオ放送初出演を果たした。

### 2017年
- タイ(バンコク、シラチャ)、カンボジア(プノンペン)、マレーシア(クアラルンプール), スイス(ダボス), ドイツ(デュッセルドルフ), 中国(上海)、ベトナム(ホーチミン)と海外のイベントに精力的に出演した[168][169][170][171][172]。
- 2月 - 3月 に開催のNTTドコモ主催のペンを使った動画を投稿し合う学生向け参加型キャンペーン「Pen Sports Challenge」のキャンペーン動画にペンの妖精として登場した[173]。キャンペーン曲「Growing Pains」はAOが書いたメモを元にRAM RIDERが詞にしたものであることが3月12日に開催の「THE BLOCK PARTY Vol 1」で明らかにされた。
- 2月から沖縄県内で放映開始されたHonda Cars沖縄のリース商品「まるまるセット」のCMに登場した。10月9日に開催された同社の「お客様大感謝祭」にもライブゲストとして出演した。
- 3月12日、6月11日、9月24日および12月17日の4回にわたり東京・SOUND MUSEUM VISIONにおいてYU-KAとP→★のオーガナイズによる、ライブにDJとダンスを織り交ぜた総合エンターテインメントイベント「THE BLOCK PARTY - YU-KA and P→★ (from TEMPURA KIDZ) presents -」を開催した[174][175]。
- 3月27日に開催された第18回青二祭出演時にベトナムの若手アーティストグループP336 BANDとのコラボをきっかけに、以後ベトナムを訪れた際に同グループの番組にゲスト出演したり、同グループメンバーT-UPのMVにAOが登場する等交流が始まった。
- 3月29日発売のDISH//の新曲「JK//」のMVの振付を担当した[176]。
- 9月9日に福島県田村市で開催された音楽フェス「ONE+NATION Music Circus ~RE PRIDE~」において、田村市内で7月から数回にわたって開催したダンス・ワークショップに参加した子供たちや中高生との総勢48名によるステージを披露した[177][178]。

### 2018年
- 1月5日に代官山LOOPで開催された「アソビタリナイ ～NEW YEAR PARTY!!～」から活動休止中のNaNaHo以外の4人全員がマイクを持ってボーカルとダンスを分担するパフォーマンススタイルに変えた。
- 2月18日に福島県田村市で「THE BLOCK PARTY in TAMURA」を開催。東京で開催している「THE BLOCK PARTY」と同様ライブ、ダンス、DJに加えて地域のダンサーによるショーケースをフィーチャーしたイベントとなった。同日の出演だけでなく、1月から田村市、郡山市、福島市および本宮市でダンスワークショップを行い、地域のダンサーとの交流を深めた。
- 3月25日、東京・LIQUIDROOMでワンマン公演「Find A Way」を開催。この公演をもってNaNaHoが卒業。これまでの5人での活動の集大成となるライブとなった。また、新曲「Find A Way」を発表、P→★が作った曲でダンスナンバーを披露するなど4人でのこれからの活動の方向性を提示した[179]。
- 4月1日、東京・原宿クエストホールで開催された「mysta festa vol. 2」からYU-KA, KARIN, AO, P→★の4人の新体制での活動を始動した。以後代官山LOOPのライブイベント「アソビタリナイ」への出演、他のアーティストへの振付提供、ダンスワークショップなどを中心に活動。

### 2019年
- 6月18日、フランスの音楽プロデューサーMoe Shopとのコラボ曲「UKIYO」を配信リリース[180]。Moe Shopとのコラボ第二弾「タピ・タピ」を8月28日配信リリース。
- 6月19日から毎週水曜日に東京・原宿のカフェレストランKAWAII MONSTER CAFEで開催される夜のショー「TOKYO POP CULTURE NIGHT~HARAJUKU CELEBRATION~」にレギュラー出演を開始[181]。
- 秋から飛び出す絵本をモチーフにした物語仕立てのライブを行うようになった。

### 2020年
- 4月18日、TEMPURA KIDZワンマンLIVE「HARAJUKU FANTASY」を予定していたがコロナ禍による緊急事態宣言を受けて延期が決定。
- 5月10日、23日、30日に開催を予定していたKyodo YOKOHAMA Recommend Live Tour 2020「～Dance Pop Triangle Vo1～ TEMPURA KIDZ&Meik&DEAR KISS」がコロナ禍による緊急事態宣言を受けて中止が決定。
- 10月11日、延期していたTEMPURA KIDZワンマンLIVE「HARAJUKU FANTASY」を渋谷CYCLONEにて開催。ステージ前方に設置したスクリーンにP→★が制作した映像を流しながらのパフォーマンスを披露した。

### 2021年
- 1月28日、TEMPURA KIDZワンマンライブを予定していたが、コロナ禍による緊急事態宣言を受けて延期が決定。
- 3月28日、Veats SHIBUYAにて延期していた「TEMPURA KIDZワンマンライブ」を開催。このライブをもって、YU-KAは多方面で活躍できるパフォーマー、AOは俳優、P→★はDJやモデルを目指すため、グループを卒業[182]。

## 作品

### シングル
| 枚  | 発売日        | タイトル       | 最高位 |
| --- | ------------- | -------------- | ------ |
| 1st | 2013年3月6日  | ONE STEP       | 83位   |
| 2nd | 2013年7月10日 | はっぴぃ夏祭り | 96位   |
| 3rd | 2015年8月5日  | LOLLiPOP       | ---    |

#### 配信限定
| 配信日         | タイトル               | 備考                                              |
| -------------- | ---------------------- | ------------------------------------------------- |
| 2013年11月13日 | たべちゃいたいの       | アニメ映画「くもりときどきミートボール2」日本版ED |
| 2014年8月6日   | ミイラキラー           | 「TEMPURA KIDZ vs Charisma.com」名義              |
| 2015年5月7日   | スキスキ！TEMPURA KIDZ | ゲーム「Angry Birds Fight!」 キャンペーンソング   |
| 2019年1月21日  | Find A Way             |                                                   |
| 2019年6月18日  | UKIYO                  |                                                   |
| 2019年8月28日  | タピ・タピ             |                                                   |

「CIDER CIDER」、1stシングル「ONE STEP」、2ndシングル「はっぴぃ夏祭り」およびCharisma.comとのコラボ曲「ミイラキラー」のMVは、関和亮が監督、製作している。

### アルバム

#### フルアルバム
| 発売日        | タイトル   | 最高位 |
| ------------- | ---------- | ------ |
| 2015年9月16日 | てんこもり | 126位  |

#### カバーアルバム
| 発売日        | タイトル           | 最高位 |
| ------------- | ------------------ | ------ |
| 2014年3月12日 | みんなのだんすうた | 184位  |

### 振付の提供
| アーティスト                     | タイトル                                                    | 楽曲発売日     |
| -------------------------------- | ----------------------------------------------------------- | -------------- |
| ODOROOM                          | POP IT !!                                                   | 2013年12月18日 |
| アスタラビスタ                   | 13日の金曜日                                                | 2014年3月26日  |
| 高橋克実とチャラン・ポ・ランタン | ぎんなん楽団カルテット                                      | 2014年11月5日  |
| ひめキュンフルーツ缶             | 飛びかうフール                                              | 2014年12月24日 |
| DISH//                           | JK//                                                        | 2017年3月29日  |
| 伊勢大貴                         | ププッとフムッとかいけつダンス (アニメ「おしりたんてい」ED) | 2017年12月8日  |

#### よさこいチーム
- 2014年から毎年「ダイヤモンドダイニングよさこいチーム（DDよさこいチーム）」の振付を制作し、DD社員らの先頭を練り歩く踊り子として高知よさこい祭りに参加していたが、2020年と2021年はコロナ禍の影響を受けて祭りの開催が中止された。

| 年度 | テーマ                         |
| ---- | ------------------------------ |
| 2014 | ハイブリッドよさこい           |
| 2015 | よさこいパーティモンスター     |
| 2016 | よさこいギャラクシーパレード   |
| 2017 | NEO 伝パ！（ネオ伝統パーティ） |
| 2018 | よさこいLOVEパレード           |
| 2019 | よさこいNEW（新）時代          |

#### 振付を提供し出演したDVD
| 発売日            | タイトル                                                | 商品コード |
| ----------------- | ------------------------------------------------------- | ---------- |
| 2019年7月24日発売 | 「それいけ！アンパンマン レッツ！ダンス★ダンス★ダンス」 | VPBE 19111 |

### ゲスト出演したミュージック・ビデオ
| アーティスト         | タイトル                    | 楽曲発売日    |
| -------------------- | --------------------------- | ------------- |
| アスタラビスタ       | 13日の金曜日                | 2014年3月26日 |
| Charisma.com         | イイナヅケブルー            | 2014年6月4日  |
| Charisma.com         | Like It                     | 2017年3月22日 |
| BOOM BOOM SATELLITES | LAY YOUR HANDS ON THE ”SUN" |               |

## ライブ

### 主催・共催
| 年     | 日程     | タイトル(太字はワンマン公演)                                                     | 場所                                       | 備考                                     |
| ------ | -------- | -------------------------------------------------------------------------------- | ------------------------------------------ | ---------------------------------------- |
| 2013年 | 10月14日 | TEMPURA KIDZのワンマンLIVE ～反抗期じゃないし。～                                | 原宿ASTRO HALL                             | 初ワンマンLIVE ゲスト: Daichi            |
| 2014年 | 3月22日  | TEMPURA KIDZのワンマンライブツアー ～おままごとじゃないし。～                    | LIQUIDROOM                                 | ゲスト: CHI-MEY                          |
| 2014年 | 3月30日  | TEMPURA KIDZのワンマンライブツアー ～おままごとじゃないし。～                    | OZON                                       |                                          |
| 2014年 | 4月5日   | TEMPURA KIDZのワンマンライブツアー ～おままごとじゃないし。～                    | OSAKA MUSE                                 | ゲスト: アスタラビスタ                   |
| 2014年 | 11月8日  | 東天流 TOKYO TEMPURA STYLE                                                       | 新宿BLAZE                                  | 東京女子流との共催イベント               |
| 2014年 | 11月16日 | TEMPURA KIDZ × Charisma.com ツーマンライブ「名古屋だぜっ！」                     | OZON                                       | Charisma.comとのツーマン                 |
| 2014年 | 12月12日 | なつめ天ぷら丼＠将軍様のお膝下                                                   | 下北沢GARDEN                               | 三戸なつめとのツーマン                   |
| 2014年 | 12月16日 | なつめ天ぷら丼＠天下の台所                                                       | americamura FANJ twice                     | 三戸なつめとのツーマン                   |
| 2015年 | 8月18日  | ハイパーの日記念！！ hy4_4yh（ハイパーヨーヨ）と TEMPURA KIDZの夏休み合同GIG！！ | 渋谷WWW                                    | hy4 4yhとのツーマン                      |
| 2015年 | 9月21日  | THE SHOWTIME                                                                     | Mt. RAINIER HALL SHIBUYA PLEASURE PLEASURE | ゲスト: Charisma.com, ヨースケ@HOME      |
| 2016年 | 2月14日  | POP! POP! POP!@代官山UNIT                                                        | 代官山UNIT                                 | 東京女子流, カラスは真っ白とのスリーマン |
| 2016年 | 11月20日 | TEMPURA KIDZ コンセプトワンマンライブ 「PiECE OF CAKE ～ THE CLUB EDITION ～」   | SOUND MUSEUM VISION                        | ゲスト: RAM RIDER, nishi-ken, Daichi     |
| 2017年 | 3月12日  | THE BLOCK PARTY Vol. 1                                                           | SOUND MUSEUM VISION                        | 出演者は「THE BLOCK PARTY」の項を参照。  |
| 2017年 | 6月11日  | THE BLOCK PARTY Vol. 2                                                           | SOUND MUSEUM VISION                        | 出演者は「THE BLOCK PARTY」の項を参照。  |
| 2017年 | 9月24日  | THE BLOCK PARTY Vol. 3                                                           | SOUND MUSEUM VISION                        | 出演者は「THE BLOCK PARTY」の項を参照。  |
| 2017年 | 12月17日 | THE BLOCK PARTY Vol. 4                                                           | SOUND MUSEUM VISION                        | 出演者は「THE BLOCK PARTY」の項を参照。  |
| 2018年 | 2月18日  | THE BLOCK PARTY in TAMURA                                                        | 田村市民文化センター                       | 出演者は「THE BLOCK PARTY」の項を参照。  |
| 2018年 | 3月25日  | TEMPURA KIDZのワンマンライブ 「Find A Way」                                      | LIQUIDROOM                                 |                                          |
| 2018年 | 6月10日  | THE BLOCK PARTY Vol. 5                                                           | SOUND MUSEUM VISION                        | 出演者は「THE BLOCK PARTY」の項を参照。  |
| 2018年 | 9月21日  | アソビタリナイ 〜hy4_4yh（ハイパーヨーヨ）×TEMPURA KIDZ〜                        | 代官山LOOP                                 | hy4 4yhとのツーマン                      |
| 2019年 | 11月9日  | Kyodo YOKOHAMA recommend LIVE VOL.2 TEMPURA KIDZ & Meik                          | Shibuya Milkyway                           | Meikとのツーマン                         |
| 2020年 | 10月11日 | TEMPURA KIDZ ワンマンLIVE「HARAJUKU FANTASY]                                     | 渋谷CYCLONE                                |                                          |
| 2021年 | 3月28日  | TEMPURA KIDZ ワンマンライブ                                                      | Veats SHIBUYA                              |                                          |

### ゲスト出演した公演
| 公演アーティスト       | 公演タイトル                                                                                 | 会場                           | 公演日            |
| ---------------------- | -------------------------------------------------------------------------------------------- | ------------------------------ | ----------------- |
| Negicco                | Negi ROAD Vol’6 @ 代官山LOOP                                                                 | 東京・代官山LOOP               | 2013年8月25日     |
| でんぱ組.inc           | ワールドワイド☆でんぱツアー2014                                                              | 東京・Zepp Divercity           | 2014年1月4日～5日 |
| ODOROOM                | ODOROOM 全国ツアー～2周目～ ファイナル東京公演                                               | 東京・新宿BLAZE                | 2014年2月1日      |
| Charisma.com           | DIStopping リリースツアー2014 -OL JOKER-                                                     | 東京・LIQUIDROOM               | 2014年7月26日     |
| Charisma.com           | どっと祭                                                                                     | 東京・恵比寿ザ・ガーデンホール | 2014年10月11日    |
| Charisma.com           | Charisma.comワンマンツアー2017 ファイナル@東京                                               | 東京・赤坂BLITZ                | 2017年5月3日      |
| hy4 4yh                | ハイパーアワー!vol.2                                                                         | 東京・渋谷WWW                  | 2014年7月29日     |
| hy4 4yh                | hy4_4yh presents ハイパー万博2015～感謝for you! 10年目に突入！史上最大のYAVAYワンマンGIG!!～ | 東京・渋谷WWW                  | 2015年2月12日     |
| 三戸なつめ             | 初なつめ祭り ～先輩達にお手伝いしてもらいますLIVE～                                          | 東京・duo MUSIC EXCHANGE       | 2014年10月21日    |
| CTS                    | HALLOWEEN PARTY presented by CTS                                                             | 東京・LIQUIDROOM               | 2014年10月31日    |
| シクラメン             | シクラメンアバンチュールナイト第ニ弾 ～シクラーメン天ぷらのせ～                              | 東京・WOMB                     | 2014年11月26日    |
| 水曜日のカンパネラ     | 平成26年度鬼退治行脚!                                                                        | 福岡・The Voodoo Lounge        | 2014年12月19日    |
| Cheeky Parade          | THE INNER MUSCLE                                                                             | 東京・ニコファーレ             | 2015年12月26日    |
| Nishi-ken x Shinnosuke | Diosta inc. PRESENTS MAGNET                                                                  | 東京・CLUB asia                | 2016年1月9日      |
| ひめキュンフルーツ缶   | 『激突!Battle-11-』番外編                                                                    | 愛媛・松山サロンキティ         | 2016年3月22日     |
| YANAKIKU               | 柳菊"珍"道中膝栗毛 -その弐まで待てなかった編-                                                | 東京・代官山LOOP               | 2016年5月25日     |
| YANAKIKU               | 柳菊"珍"道中膝栗毛 -その四-                                                                  | 東京・代官山LOOP               | 2017年1月25日     |
| Sugartrap              | sugartrap３周年企画 「戻りカツオタタキフェス2017」                                           | 高知・BAY5 SQUARE              | 2017年11月4日     |
| JaccaPoP               | JaccaPoP presents KUJIRA Vol.6                                                               | 東京・Glad                     | 2017年11月19日    |
| JaccaPoP               | LOUNGE NEO 16周年×JaccaPoP presents KUJIRA Vol.8                                             | 東京・Glad                     | 2018年11月18日    |
| RAM RIDER              | AUDIO GALAXY presents RAM RIDER LIVE 2018                                                    | 東京・SOUND MUSEUM VISION      | 2018年9月9日      |
| へきとらハウス         | ジンカワグチpresents 「ここまで来たか、トランジスタ」LIVE 2018                               | 東京・豊洲PIT                  | 2018年9月20日     |

### THE BLOCK PARTY
2017年より2018年にかけてYU-KAとP→★が仕掛ける昼のクラブパーティ「THE BLOCK PARTY - YU-KA and P→★ presents -」を活動の軸としている。たイブ、ダンス、DJなど多数のゲストを招いて東京・渋谷SOUND MUSEUM VISIONで不定期に開催、2018年2月には福島県田村市でも開催した。(括弧内記号は出演回, VはVISION, Tは田村市, 無印は全回出演)
RESIDENT MC: YU-KA (from TEMPURA KIDZ)
HOST MC: 臥龍 (V4, T)
LIVE: WISE feat. 副島 ショーゴ (T.U.S.) (V1) / TEMPURA KIDZ / アスタラビスタ (V2) / いつか (Charisma.com) (V2) / 新しい学校のリーダーズ (V2, V4, T)
DJ: LITTLE (KICK THE CAN CREW) (V1) / TeddyLoid (V1) / MASSATTACK (Spontania) (V1, V4) / RAM RIDER / DJ P→★ / 2BOY (V1, V2, V3, V4, V5) / UMIMAN (B.D.C.) / 副島ショーゴ (T.U.S.) (V2, V3, V4, V5) / YUNA YABE (V5)
DANCE: SIX in the morning (V1) / merveilleux  (V1) / パイレーツオブマチョビアン (V2) / KA!TA THE HATABOY (Dr. SWAG) (V2, V4, T, V5) / KAZtheFIRE (Dr. SWAG) (V2, V4, T, V5) / Macoto (Dr. SWAG) (V2, V3, V4) / Leo (Dr. SWAG) (2, 3, 4) / TATSUKI (BixBite / Mr.baabee&TATSUKI) (V5) / ASUPI (V2, V5) / amane (V2) / Rena (V2) / NanA (V2, T) / 東京ボボボーイ (V3, V4, T) / LUCIFER (V3) / YU-KA & P→★ (V3) / AOI YAMADA (V3) / kEnkEn (V3) / SHIMIZUMASH (V3) / ばい菌持ってる鳩 (V3) / GooDSmelLCreW (V4) / MASHUFO (V4) / まめひよ (V4) / P→★NUMBER (V4) / KikiRara (V5) /  percent % (V5) / Ako (RIEHATA TOKYO / QueenMe) (V5) / Sota Kawashima (GANMI) (V5) / QUART2 (V5) / B&W (V5) / 多田悠歩 (東京ボボボーイ) (V5)
FREESTYLE BASKETBALL: kengo (B-Nated) (V3, V4, T, V5) / junpei (B-Nated) (V4) / yu-ya (B-Nated) (V4) / MAPLE (B-Nated) (V4)
FREESTYLE FOOTBALL: Kazane (V5)
HUMAN BEATBOXER: Noa (Beatboxer) (V3, V4, T, V5)
VJ: 滝紘平
ART WORK: Chocomoo

### 参加フェス・イベント

#### 日本
【一般フェス・イベント】
- ROCK IN JAPAN FESTIVAL (2013, 2014, 2015, 2016)[205][206][207][208]
- COUNTDOWN JAPAN (2013, 2014, 2015, 2016)[209][210][211][212]
- サマーソニック (2014(大阪), 2015(東京))[213][214]
- MUSIC FOR ALL, ALL FOR ONE LIVE (2012) [215]
- 海ほたるパーキングエリアリニューアル大使 (2012, 2013)[216][217]
- Beat Connection (2013)[218]
- 福岡アジアコレクションSPRING/SUMMER (2013)
- MaMa Collection 2013 in Pacifico Yokohama (2013)
- 鳩森八幡神社 (渋谷区千駄ヶ谷)夏祭り (2013)
- JUPITER MUSIC FES. (2013)
- 福井フェニックスまつり,ぺんたYOSAKOIイッチョライ (2013)
- MTV ZUSHI FES (2013, 2015)[219][220]
- 音霊 OTODAMA SEA STUDIO (2013)
- 「シュウ ウエムラ」×村上隆、クリスマスコレクション発表 (2013)[221]
- ARC*FESTIVAL (2013)
- ザンジバルナイト (2013)[222]
- MINAMI WHEEL (2013)
- Kawasaki Halloween PLAYGROUND supported by FDJ (2013)
- AKASAKA HALLOWEEN WEEK (2013)[223]
- 原宿表参道ハローハロウィーンパンプキンパレード (2013)[224]
- 日本大学藝術学部 芸術祭 (2013)
- 600人のゴスペル大作戦 (2013)[225]
- 献血しよう！in Tokyo クリスマススペシャルイベント (2013)
- Betty's Collection－Girls pop shower (2014)[226]
- TOKYO GIRLS COLLECTION (2014)[227]
- KRY DANCE EVOLUTION in スターピア (2014, 2016)
- 7daysチャレンジTV! (2014)[228]
- アイドル横丁夏まつり!!〜2014〜(2014)[229]
- 家族みんなで「ワラッチャオ！」×「カリスmama」展 (2014)[230]
- 群馬美少女図鑑 Presents GIRLS MEETING (2014)[231]
- THE BIG PARADE (2014)[232]
- 僕らが世界にできること音楽篇 (2014)[233]
- 日本賞授賞式 (2014)[234]
- CID-UNESCO World Dance Congress (2014, 2015)
- T-SPOOK (2014, 2015)[235]
- 本格音楽女子祭 (2015)[236]
- 青二祭 (2015, 2016, 2017)
- 北國新聞朝刊別刷AR（拡張現実）音楽フェス「NEWSPAPER FES!!」 (2015)[237]
- THE MUSIC DAY 音楽は太陽だ。 (2015)[238]
- YOKOHAMA DANCE FESTIVAL (2015)
- エキサイティング・サマー・イン・ワジキ (2015)
- 原宿表参道元氣祭り・スーパーよさこい (2015)[239]
- (GGC) / グンマガールズコレクション (2015)[240]
- シブカル祭 (2015)
- ハロシブ (2015)[241]
- HAKATA HALLOWEEN (2015)
- ノリノリFesitival! (2016)[242]
- SANUKI ROCK COLOSSEUM (2016)[243]
- 日本プロサッカーJ2リーグ ツエーゲン金沢 対 ザスパクサツ群馬 試合前イベント (2016)
- ONE+NATION Music Circus ~RE PRIDE~ (2017)[177]
- 日本プロ野球 セントラルリーグ 横浜DeNAベイスターズ 対 東京ヤクルトスワローズ 試合前イベント (2017)
- アソビタリナイ (2018, 2019)
- mysta festa (2018)[244]
- ハンキュウBONフェス (2018)[245]

【所属事務所(アソビシステム)関連フェス・イベント】
- KAWAii!! MATSURi (2013)[246]
- TAKENOKO!!! (2013 (東京・渋谷EKIATO), 2015 (東京・お台場夢大陸), 2016 (大阪・花園ラグビー場))[247][248][249]
- HARAJUKU KAWAii STYLE presents ASOBI CONNECTION (2013)
- HARAJUKU KAWAII!! FES. (2013)[250]
- ルミネアソビ (2015)[251]
- HARAJUKU KAWAii!! WEEK (2014, 2015)[252][253]
- KAWAii!! NiPPON EXPO (2014)[254]
- NAGOYA KAWAii!! (2014)[255]
- もしもしにっぽん Presents KAWAii!! KiDS (2014 (滋賀, 広島))[256][257]
- きゃりーぱみゅぱみゅキッズダンサーオーディション (2014)[258]
- MOSHI MOSHI NIPPON FESTIVAL in TOKYO (2014, 2015, 2016)[259][260][261]
- ageHa x ASOBISYSTEM Presents Bayside Dance Camp～Summer～ (2015, 2016, 2017)[262]
- OTONOKO (2016)[263]
- ASOBEACH!!! (2017)[264]
- ageHa x ASOBISYSTEM Presents Bayside Dance Halloween (2017)
- ASOBIFES!!! (2018)[265]

### 日本以外の世界
【一般フェス・イベント】
- JAPAN EXPO THAILAND (タイ王国・バンコク, 2014, 2016, 2017)[158][168][267]
- Japan Myanmar Pwe Taw (ミャンマー・, 2014, 2016)[159][268]
- PHILIPPINE COUNTDOWN NEW YEAR'S EVE CONCERT (フィリピン・ボカウエ, 2014)[269]。
- CONNECT JAPAN (タイ王国・バンコク, 2015)[270]
- シラチャ日本祭り / Sriracha Japan Festival (タイ王国・シラチャ, 2015, 2017)[271][272]

- ベトナムさくら祭り (ベトナム・ホーチミン, ビエンホア, 2016)[160][161]
- Japan-Cambodia Kizuna Festival (カンボジア王国・プノンペン, 2017)[169]
- Anime X Over (読み方: アニメクロスオーバー、マレーシア・クアラルンプール, 2017)[170]
- JapAniManga Night (スイス連邦・ダボス, 2017)[171]
- DoKomi (ドイツ・デュッセルドルフ, 2017)[172]
- ChinaJoyLive 歌謡祭 (中華人民共和国・上海 2017)
- M-Touch Fes (ベトナム・ホーチミン 2017) [273]
- Japan Weekend Madrid (スペイン・マドリード 2018) [274]
- TANABATA Festival (カンボジア王国・プノンペン, 2019) [275]

【所属事務所(アソビシステム)関連フェス・イベント】

## メディア出演

### テレビ番組
- スペシャエリア（2013年3月6日、SPACE SHOWER TV）
- beポンキッキーズ（2013年6月23日 - 、BSフジ）レギュラー[279]
- 1番ソングSHOW（2014年3月19日、日本テレビ）
- しゃべくり007 2時間スペシャル（2014年4月7日、日本テレビ）オープニングアクト
- 関ジャニの仕分け∞（2014年5月17日、テレビ朝日）
- ダン!ダン!ダンス!〜TEMPURA KIDZとおどっちゃお〜（2014年8月8日 、NHK Eテレ）初の冠番組[280]
- 日本外務省 presents 情報バラエティ番組「僕らが世界にできること」（2014年10月3日、ニコニコ生放送、TOKYO MX）
- みんなDEどーもくん! (2014年12月7日, 2016年10月9日, 2018年9月9日, -NHK BSプレミアム)
- 新春ワールドプロレスリングスペシャル「新日本プロレス WRESTLE KINGDOM 9 in 東京ドーム IWGPインターコンチネンタル選手権試合 中邑真輔 対 飯伏幸太 戦」(2015年1月4日、テレビ朝日系列) 試合前のビデオ出演
- ライブB♪（2015年8月26日、TBSテレビ）
- ちょびっとづかん (2016年7月3日 - キッズステーション、TOKYO MX、テレビ金沢、関西テレビ、福島中央テレビ、中京テレビ、KRY山口放送、テレビ新広島、北海道文化放送、テレビ静岡、高知さんさんテレビ、テレビ西日本、Nolife (フランス)、TRUE VISIONS (タイ)) エンディング歌唱・ダンス
- 業界激震！？マジガチランキング（abemaTV、2017年4月 - 9月）- YU-KAがレギュラー出演(マジガチガールズ)

### CM
- ピザハット（2013年7月 - 12月）
- キリンビバレッジメッツ（2015年3月 - ）
- 明治エッセルスーパーカップ（2015年6月 - ）
- Honda Cars沖縄 「まるまるセット」(2017年2月 -)[281]
- セイコーウオッチ ALBA fusion (2019年9月 - )[282]

### 映画（日本語吹替）
- くもりときどきミートボール2（2013年12月28日 - ）- ヌマシュマロ 役[283]

### オンデマンド配信
- YouTube限定ドラマ「いつか真夜中のてっぺん」(NaNaHoとKARINがカメオ出演)
- 幸楽苑×アソビシステム×mysta オリジナルダンス企画「めん☆ダンス」コンテストお手本動画[284]

## タイアップ一覧
| 曲名                          | タイアップ                                                                          | オンエア期間           | 収録作品                                             |
| ----------------------------- | ----------------------------------------------------------------------------------- | ---------------------- | ---------------------------------------------------- |
| ストロボ                      | テレビ東京系列「超速変形ジャイロゼッター」ED                                        | 2012年12月 - 2013年2月 | 1stシングル「ONE STEP」                              |
| ONE STEP                      | テレビ東京系列「超速変形ジャイロゼッター」ED                                        | 2013年2月 - 5月        | 1stシングル「ONE STEP」                              |
| はっぴぃ夏祭り                | テレビ東京系列「超速変形ジャイロゼッター」ED                                        | 2013年5月 - 9月        | 2ndシングル「はっぴぃ夏祭り」                        |
| どんなときも。                | ピザハットCMソング                                                                  | 2013年7月 - 12月       | 2ndシングル「はっぴぃ夏祭り」                        |
| たべちゃいたいの              | 映画「くもりときどきミートボール 2 フード・アニマル誕生の秘密」日本版主題歌         | 2013年12月 -           | 当初は配信限定、後に 1stアルバム「てんこもり」に収録 |
| あっち、こっち、そっち。      | NHK BSプレミアム「カリスmama」のED。                                                | 2014年4月 - 2015年3月  | 1stアルバム「てんこもり」に収録                      |
| スキスキ！TEMPURA KIDZ        | Angry Birds Fight! キャンペーンソング                                               | 2015年4月 -            | 当初は配信限定、後に 1stアルバム「てんこもり」に収録 |
| LOLLiPOP                      | テレビ金沢「となりのテレ金ちゃん」ED                                                | 2016年6月              | 3rdシングル「LOLLiPOP」                              |
| I Like It                     | キッズステーション他 「ちょびっとづかん」 主題歌                                    | 2016年7月 - 2017年7月  | 音源未発売                                           |
| ドリーミー・ワンダー          | 「ららぽーと・ラゾーナ ハロウィン」 キャンペーン曲                                  | 2016年9月 - 10月       | 配信限定シングル「Find A Way」                       |
| Growing Pains                 | NTTドコモ「Pen Sports Challenge」 キャンペーン曲                                    | 2017年2月 - 3月        | 配信限定シングル「Find A Way」                       |
| Find A Way                    | YouTube限定ドラマ「いつか真夜中のてっぺん」主題歌                                   | 2018年3月 -            | 配信限定シングル「Find A Way」                       |
| UMEDA DE BON (歌唱: 神谷怜美) | 阪急うめだ本店「ハンキュウBONフェス」オリジナル盆踊り(振付提供, レクチャー動画出演) | 2018年8月21日-22日     | 音源未発売                                           |

## 受賞歴
| 年         | カテゴリ                | 賞                                                                             | 備考 |
| ---------- | ----------------------- | ------------------------------------------------------------------------------ | --- |
| 2014 -2019 | 第61回-66回よさこい祭り | 金賞('15, '18), 銀賞('17), 審査員特別賞('14), 地区競演場連合会奨励賞('16, '19) | DDよさこいチーム(※)の振付を担当。 本祭(8月10日-11日)では踊り子としても出場。 共演者: ODOROOM (第61回), sugartrap (第62回- 65回), 新しい学校のリーダーズ (第63回), 中村よしみ (第66回-), 岡林みょん (第66回-) ※第61-64回は「ダイヤモンドダイニングよさこいチーム」 |